# Georges Cédrène
 (avril 2019).
Si vous disposez d'ouvrages ou d'articles de référence ou si vous connaissez des sites web de qualité traitant du thème abordé ici, merci de compléter l'article en donnant les références utiles à sa vérifiabilité et en les liant à la section « Notes et références ».
Georges Cédrène (en grec : Γεώργιος Κεδρηνός / Georgios Kedrenos ;  en latin : Georgius Cedrenus) est un historien byzantin qui a vécu à la fin du XIe siècle. On ne sait rien sur lui, on suppose seulement que c'était un moine. 
Il est l'auteur d'une chronique universelle qui s'étend depuis Adam jusqu'à l'avènement d'Isaac Comnène (1057). C'est une compilation d'extraits d'historiens et chroniqueurs antérieurs qui sont de toute façon en majorité conservés directement.
L'un des derniers manuscrits de Synopsis historion comprend un poème (d'un auteur anonyme, mais peut-être Cédrène) qui dérive son nom de famille de la place où il est né : un petit village de Cedrus (ou Cedrea) dans les Anatoliques, un thème byzantin,. Le poème l'identifie aussi comme un proedrus, un haut dignitaire de la cour,.
L'editio princeps a été réalisée par Guillaume Xylander en 1566. Plus récemment, cet auteur occupe les vol. 16 et 17 de la Byzantine de Bonn (éd. Immanuel Bekker, Bonn, 1838-39).

### Éditions
- Georgii Cedreni Compendium historiarum, Paris, 1647, texte grec et traduction latine par Guilielmus Xylander, en ligne.

### Études
- (de) C. de Boor, « Weiteres zur Chronik des Skylitzes », Byzantinische Zeitschrift, vol. 14, no 2,‎ 1905, p. 409–467 (DOI 10.1515/byzs.1905.14.2.409)
- (en) Warren Treadgold, The Middle Byzantine Historians, Palgrave Macmillan, 2013, 546 p. (ISBN 978-1-349-44791-6, DOI 10.1057/9781137280862)